# Ibuki (incrociatore)
Lo Ibuki è stato un incrociatore pesante appartenente alla Marina imperiale giapponese, esemplare unico della classe omonima la cui costruzione non venne mai ultimata. Il suo nome viene ripreso dall'incrociatore da battaglia Ibuki, unità immessa in servizio nel 1907 originariamente quale incrociatore corazzato.
Impostato nell'aprile 1942 come primo esemplare di una versione rivista e migliorata della classe Mogami, ne fu decisa la conversione in portaerei dopo la disfatta delle Midway. Lo scafo fu varato e cominciò lentamente la trasformazione, ma le pressanti priorità di ogni genere e poi il dirottamento di risorse alla costruzione di sommergibili fecero sì che lo Ibuki rimanesse incompleto sino al termine delle ostilità nel settembre 1945. Lasciato in disparte, fu infine rottamato all'arsenale navale di Sasebo, nel bacino di carenaggio No. 7, dal 22 novembre 1946 al 1º agosto 1947.